# 筒井直久
筒井 直久（つつい なおひさ、1903年（明治36年）11月12日 - 2002年（平成14年）11月10日）は、日本の公吏、政治家、実業家。松本市長。

## 経歴
長野県東筑摩郡神林村（現松本市）で、筒井浜十郎、きん の五男として生まれた。旧制松本中学（現長野県松本深志高等学校）、旧制松本高校文科甲類を経て、1930年（昭和5年）京都帝国大学法学部卒業。
1932年（昭和7年）東京府公吏となり、東京市社会局、麻布区総務課長などを務めた後、1945年（昭和20年）退職し帰郷。1946年（昭和21年）8月から1947年（昭和22年）3月まで松本市助役・市長代理に就任した。
同年4月に施行された、初の公選による松本市長選挙に当選。市消防本部や、企画室および婦人課を設置し、松本競輪場、松本市立博物館の開設、信州大学本部、陸上自衛隊松本駐屯地などの招致を行った。市長に1期在任し1951年（昭和26年）4月に退任した。
その後、池上電気社長、東京製缶工業社長を務めた。1955年（昭和30年）2月に実施された第27回衆議院議員総選挙に右派社会党公認候補として当時の長野県第4区から立候補するが6番手で落選した。

## 親族
- 兄：筒井茂也（官吏、東京市区長）